# Anthodioctes calcaratus
Anthodioctes calcaratus is een vliesvleugelig insect uit de familie Megachilidae. De wetenschappelijke naam van de soort is voor het eerst geldig gepubliceerd in 1921 door Friese.